# آتشفشان کاپرایا

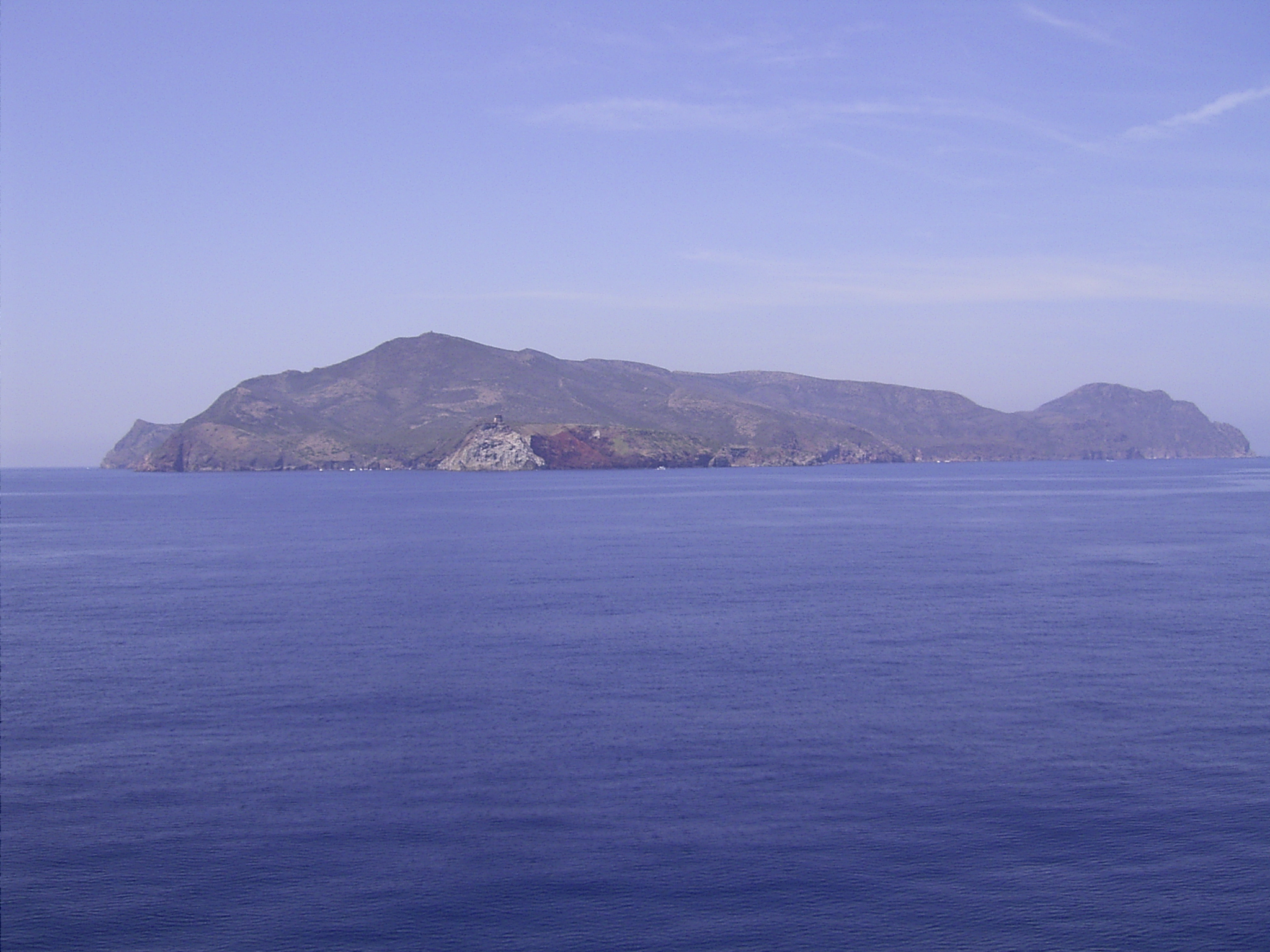
آتشفشان کاپرایا

آتشفشان کاپرایا (به ایتالیایی: Isola di Capraia) یک جزیره در ایتالیا است که در کاپرایا واقع شده‌است. آتشفشان کاپرایا ۴۰۷ نفر جمعیت دارد و ۴۶۶ متر بالاتر از سطح دریا واقع شده‌است.